# مولد حرارة
مولد الحرارة (بالإنجليزية: Thermogenics) ويعني هذا المصطلح ما يميل إلى إنتاج الحرارة، ويشيع استخدام المصطلح على العقاقير التي تزيد الحرارة من خلال التحفيز الأيضي، أو على الكائنات الحية الدقيقة التي تخلق الحرارة في إطار المخلفات العضوية. تقريبا كل تفاعل إنزيمي في جسم الإنسان هو حراري. مما يؤدي إلى ارتفاع معدل الأيض الأساسي.
في كمال الاجسام، يستخدم الرياضيون الذين يرغبون في فقدان الدهون المولدات الحرارية لزيادة معدل الأيض الأساسي، وبالتالي زيادة نفقاتهم على الطاقة. يستخدم الكافيين والإفيدرين بشكل عام لهذا الغرض. 4,2-ثنائي نترو الفينول (اختصاراً DNP) هو عقار حراري قوي للغاية يستخدم لفقدان الدهون؛ حيث يعطي زيادة في درجة حرارة الجسم بالاعتماد على الجرعة، إلى الحد الذي قد يؤدي فيه إلى الوفاة بسبب الحرارة المفرطة. يعمل كبديل لفسفرة أكسدة الميتوكوندريا، مما يعطل سلسلة نقل الإلكترون الميتوكوندريا. والذي يمنع الميتوكوندريا من إنتاج الأدينوسين ثلاثي الفوسفات، مما يطلق الطاقة كحرارة.